# Vila urbană de pe str. Alexandru Bernardazzi, 52 (Chișinău)
Vila urbană de pe str. Alexandru Bernardazzi, 52 este o clădire amplasată pe str. Al. Bernardazzi, 52 în Chișinău, Republica Moldova. Este un monument arhitectural de importanță națională inclus în Registrul monumentelor Republicii Moldova ocrotite de stat cu nr. 356 (municipiul Chișinău). Datează din anii 1930.